# 빌헬름 클라테

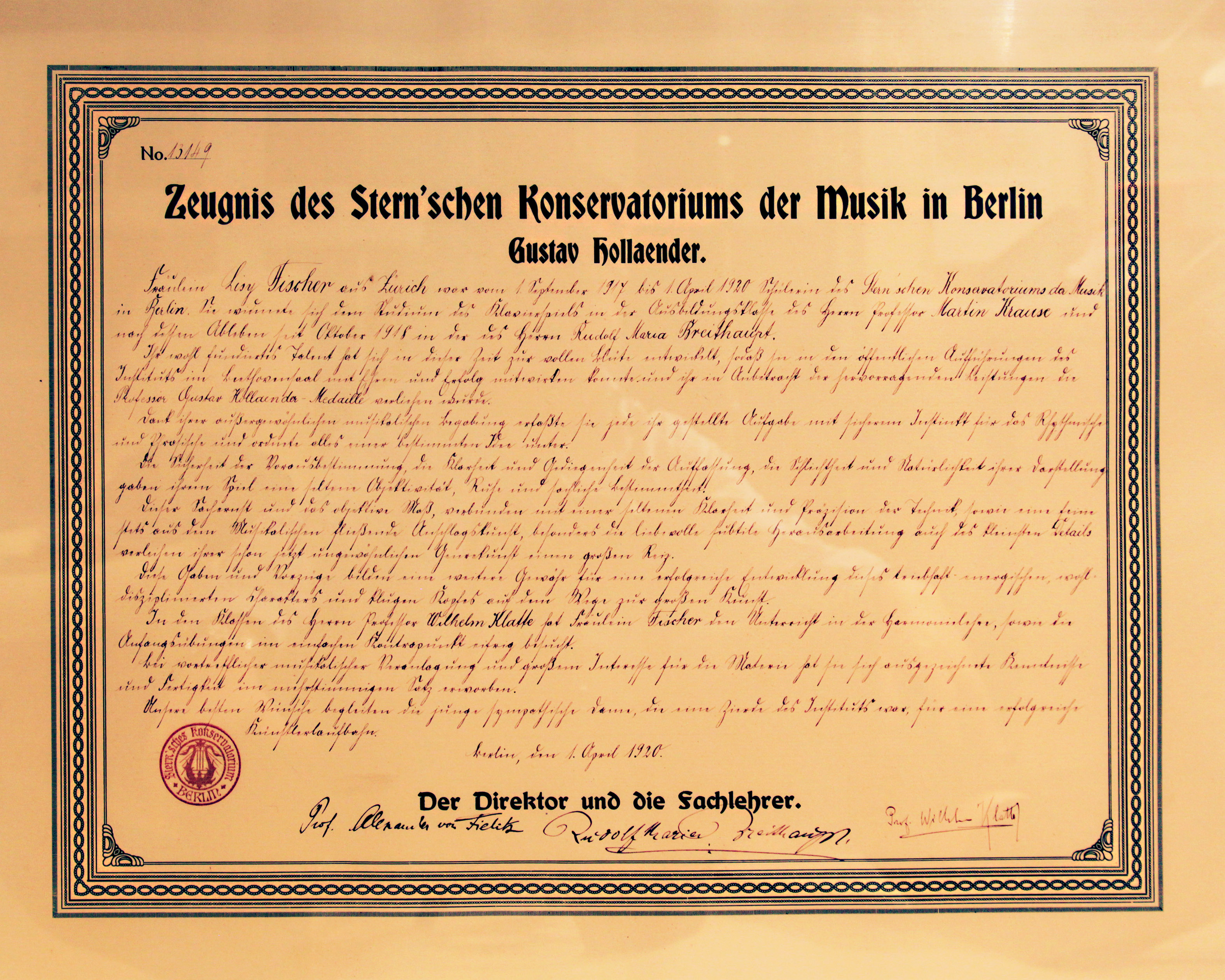

빌헬름 클라테(Wilhelm Klatte, 1870년 2월 13일 ~ 1930년 7월 25일)는 독일의 음악 이론가, 교육자, 언론인 및 지휘자였다.

## 삶
브레멘에서 태어난 클라테는 라이프치히에서 음악을 공부한 후, 바이마르 국립극장 관현악단에서 리하르트 슈트라우스와 함께 음악가로서 전문 경력을 시작했다. 이 기간 동안 그는 여러 차례 지휘자로도 활동했다. 1897년 그는 베를린 로칼-안차이거의 첫 번째 음악 컨설턴트가 되었다. 1904년부터 클라테는 베를린의 슈테른 음악원에서 음악 이론을 가르쳤고, 1919년에는 교수로 임명되었다. 그곳에서 그의 학생으로는 엘제 슈미츠-고어와 셀림 팔름그렌이 있었다. 1925년부터 그는 베를린 왕립 음악 연구소에서 이론 강의도 맡았다.
클라테는 또한 여러 명예직을 역임했다. 그는 독일음악협회(1909년부터) 이사회 멤버였고, Vorläufiger Reichswirtschaftsrat(1925년부터)에서 음악 예술 대표를 맡았다.
클라테는 60세의 나이로 베를린에서 사망했다.

## 작품
- Zur Geschichte der Programm-Musik,[2] 1905
- Franz Schubert, 1907
- Aufgaben für den einfachen Kontrapunkt,[3] 1915
- Grundlagen des mehrstimmigen Satzes (Harmonielehre),[4] 1922
- Das Sternsche Konservatorium der Musik zu Berlin,[5] 1925

## 더 읽어보기
- 후고 리만: 리만 음악사전 11판, 알프레트 아인슈타인 편집. 막스 헤세 출판사, 베를린 1929, p. 899
- 빌헬름 코슈 (편집.): 독일 극장 사전. II권, 후르카–팔렌베르크. 드 그루이터, 베를린 [외.] 1960, p. 1007. ISBN 978-3-907820-28-5 (드 그루이터 온라인 경유로 확인).